# Hrabstwo Hardeman (Teksas)

Piramida wieku hrabstwa

Hrabstwo Hardeman – hrabstwo położone w USA, w stanie Teksas, przy granicy ze stanem Oklahoma. Utworzone w 1858 r. Siedzibą hrabstwa jest miasteczko Quanah. Inne miejscowości, to: Chillicothe i Goodlett. Północną granicę hrabstwa wyznacza Red River, a część południowej granicy tworzy Pease River (prawy dopływ Red River).

## Sąsiednie hrabstwa
- Hrabstwo Harmon, Oklahoma (północ)
- Hrabstwo Jackson, Oklahoma (północny wschód)
- Hrabstwo Wilbarger (wschód)
- Hrabstwo Foard (południe)
- Hrabstwo Cottle (południowy zachód)
- Hrabstwo Childress (zachód)

## Gospodarka
Gospodarka hrabstwa opiera się na wydobyciu ropy naftowej, hodowli bydła mlecznego (przemysł mleczny zajmuje 28. miejsce w stanie) oraz uprawach pszenicy, bawełny, orzeszków ziemnych, lucerny i rzepaku. Do największych sektorów zatrudnienia mieszkańców, należą (dane z 2023): opieka zdrowotna – 17,1%, handel detaliczny – 15,5% i produkcja – 15,1%. 

## Demografia
W 2000 roku hrabstwo miało 4724 mieszkańców. W latach 2000–2020 populacja hrabstwa skurczyła się o 24,9%. Według danych z 2023, mieszkańcy deklarują głównie pochodzenie meksykańskie (20,6%), mieszane (12,9%), angielskie (11,3%), irlandzkie (10,3%), niemieckie (6,5%), „amerykańskie” (4,9%), szkockie lub szkocko–irlandzkie (4%) i afroamerykańskie (3,4%).